# Schmerzensmann Brünner Straße

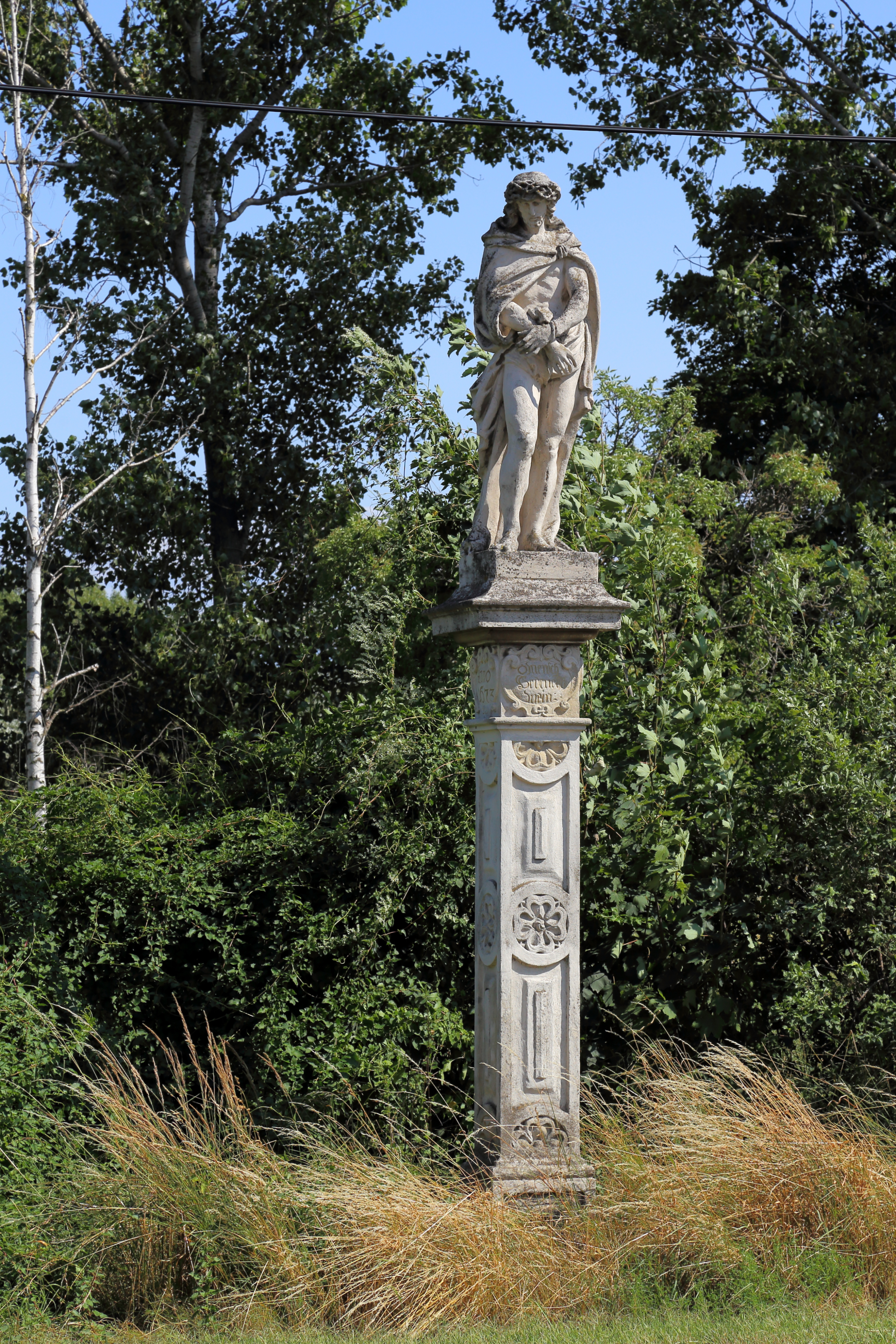
Ecce homo in Stammersdorf

Der Schmerzensmann (auch: Ecce homo) ist eine Bildsäule von 1673 an der Brünner Straße (vis-a-vis Brünner Straße 315) in Stammersdorf im 21. Wiener Gemeindebezirk Floridsdorf. Das Objekt steht unter Denkmalschutz.

## Beschreibung
Der Schmerzensmann ist eine steinerne Bildsäule mit Schmerzensmann. Über einer quadratischen Basis steht ein ornamentierter Vierkantpfeiler mit Inschriftenkartuschen über einem schwachen umlaufenden Gesims. Darauf steht die Christusstatue mit Dornenkrone und gefesselten Händen.

## Inschrift
Im Tabernakelaufsatz ist folgende Inschrift zu lesen:
„Anno / 1673“; „O Mensch / Gedenckh / mein“; „Zur Ehr / Gottes / gemacht“; „Franz Hieß / In Wien“.